# Soncillo
Soncillo ist ein spanischer Ort in der Provinz Burgos der Autonomen Gemeinschaft Kastilien und León. Soncillo ist der Hauptort der Gemeinde Valle de Valdebezana, wo sich auch die Gemeindeverwaltung befindet. Der Ort ist über die Straße N-232 zu erreichen. Soncillo liegt 91 Kilometer nördlich der Provinzhauptstadt Burgos.

## Sehenswürdigkeiten
- Barocke Kirche Santos Cosme y Damián
- Cuevas del Piscarciano (Höhlen), südlich des Ortes